# Citocromo-b5 reductasa
La Citocromo-b5 reductasa, a veces llamada metahemoglobina reductasa, es una enzima que cataliza la siguiente reacción química:
Por lo tanto los dos sustratos de esta enzima son NADH, un ion hidrógeno y dos citocromos b5 oxidados; mientras que sus dos productos son NAD+
 y 2 citocromos b reducidos.

## Clasificación
Esta enzima pertenece a la familia de las oxidorreductasas, más específicamente a aquellas oxidorreductasas que actúan sobre NADH o NADPH con un citocromo como aceptor de electrones.

## Nomenclatura
El nombre sistemático de esta clase de enzimas es NADH:ferricitocromo-b5 oxidorreductasa. Otros nombres por los cuales se la conoce pueden ser NADH 5α-reductasa, NADH-citocromo b5 reductasa, NADH-citocromo-b5 reductasa, NADH-ferricitocromo b5 oxidorreductasa, citocromo b5 reductasa, dihidronicotinamida adenina dinucleótido-citocromo b5 reductasa; y nicotinamida adeninadinucleótido reducida-citocromo b5 reductasa.

## Estructura y función
Esta proteína es una enzima dependiente de NADH que en los eritrocitos convierte a la metahemoglobina en hemoglobina. Utiliza FAD como cofactor.
Los cuatro siguientes genes humanos codifican para citocromo-b5 reductasas:
- CYB5R1
- CYB5R2
- CYB5R3
- CYB5R4